# Haus Windisch
Haus Windisch, auch Weingut Kruse beziehungsweise Haus Stolle, ist ein unter Denkmalschutz stehendes, repräsentatives Landhaus mit Nebengebäude, Einfriedungsmauer, Toreinfahrt, neugestalteter Einfriedung sowie Weinpresse am Fuß eines Weinbergs im Stadtteil Oberlößnitz des sächsischen Radebeul, im Augustusweg 90/92. Es ist das „Weingut mit größter noch erhaltener Weinpresse (1794) im oberen Elbtal, Zeugnis für den jahrhundertelangen Weinbau in der Lößnitz, […] baugeschichtlich und ortsgeschichtlich von Bedeutung“.

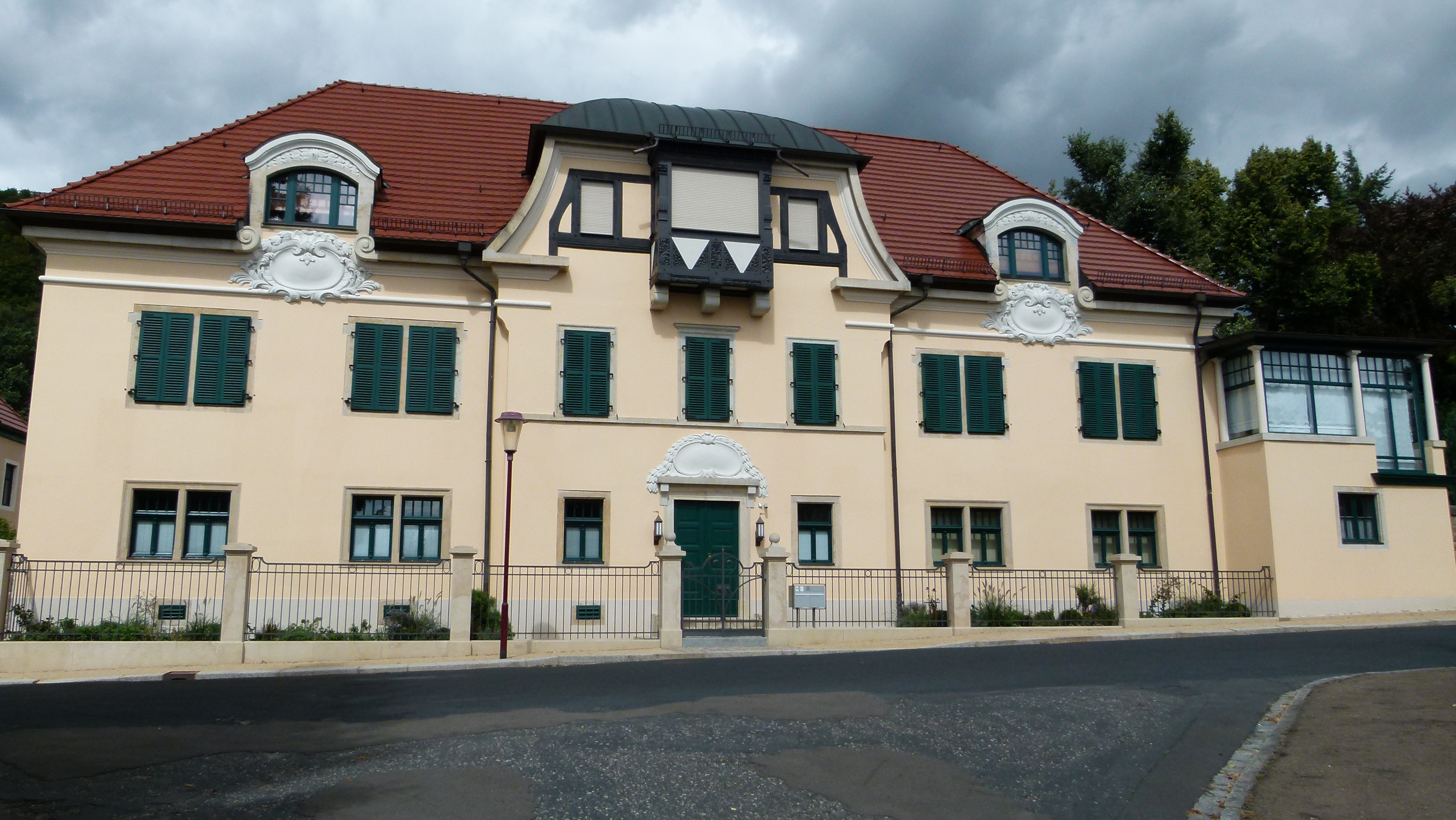
Haus Windisch (2012)

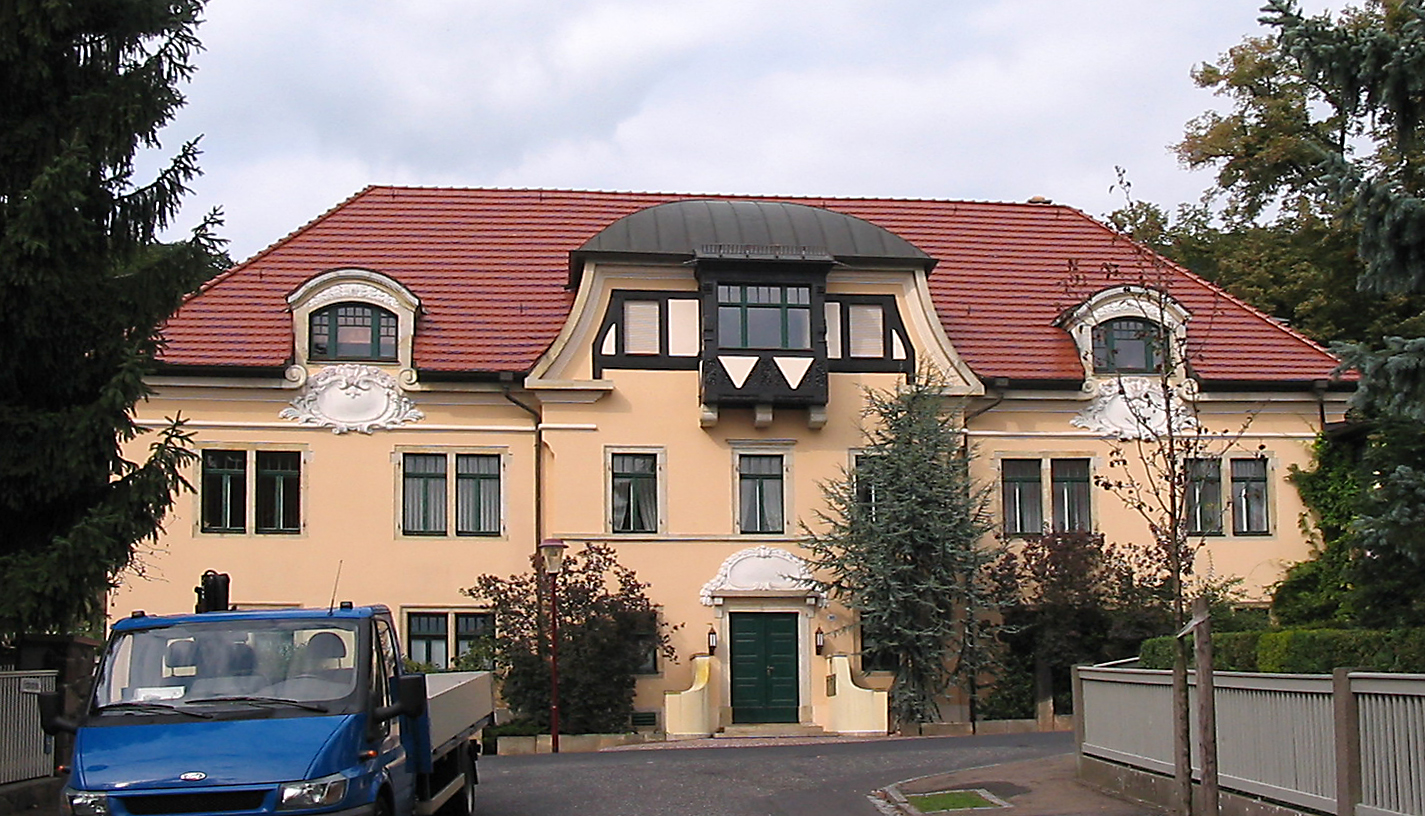
Haus Windisch (2008)

Das Anwesen liegt im Denkmalschutzgebiet Historische Weinberglandschaft Radebeul und im Landschaftsschutzgebiet Lößnitz.

## Beschreibung

### Herrenhaus

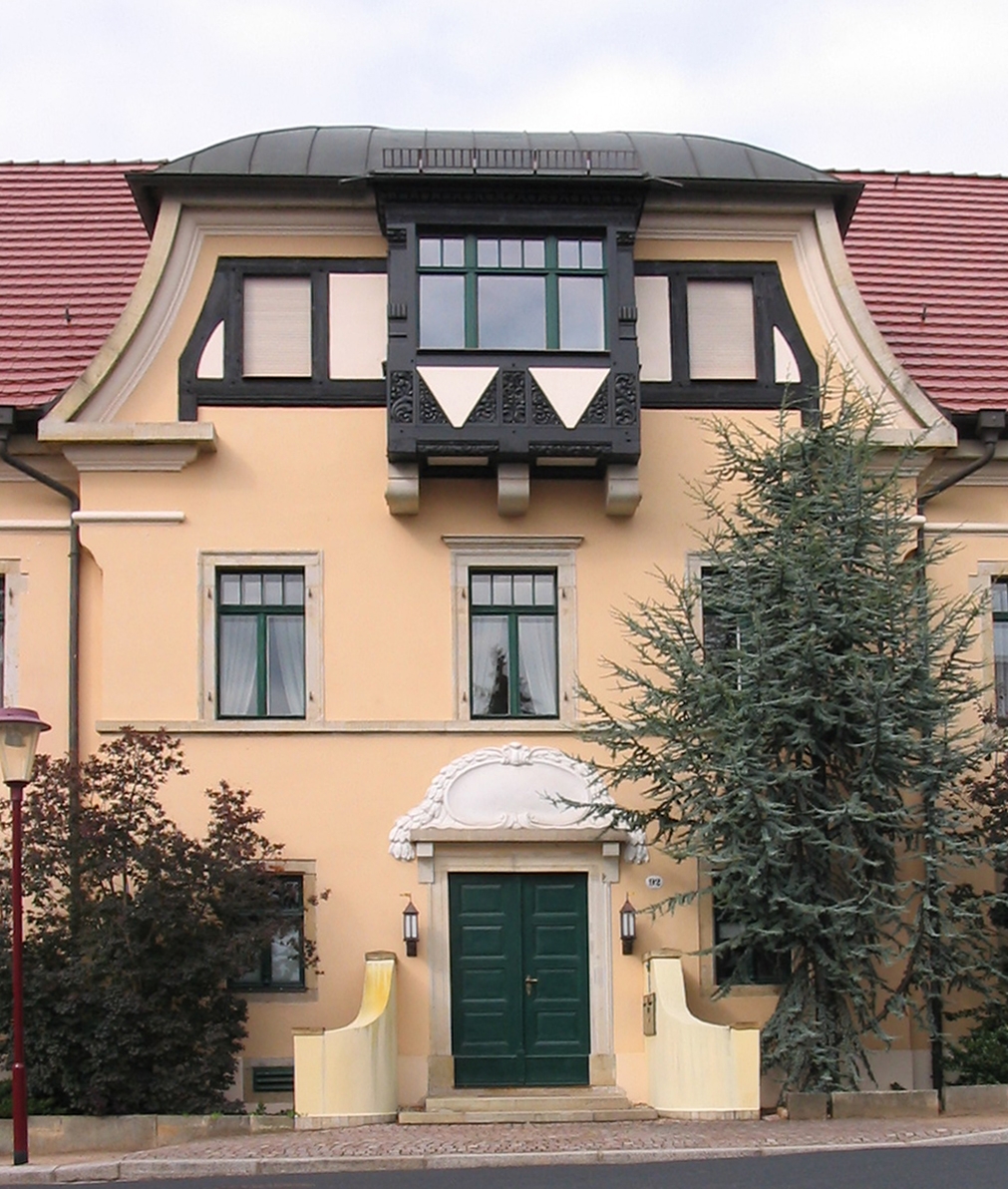
Haus Windisch, Mittelrisalit

Das geputzte zweigeschossige Landhaus (Augustusweg 92) mit hohem, ziegelgedecktem Walmdach steht mit seiner Traufseite direkt auf der Fluchtlinie des Augustuswegs. Es hat einen Mittelrisalit mit Zwerchgiebel, in dem sich ein geschnitzter Fachwerkerker mit Fußwinkelhölzern befindet. Rechts und links davon befinden sich im Dach zwei Zwerchhäuser. Rechts am Gebäude ist ein flachgedeckter Verandenbau angesetzt.
Haus Windisch gilt dem Dehio-Handbuch als Beispiel für den fließenden Übergang von den schlichten Winzerhäusern zu den mehr herrschaftlichen Häusern und stand bereits zu DDR-Zeiten unter Denkmalschutz.

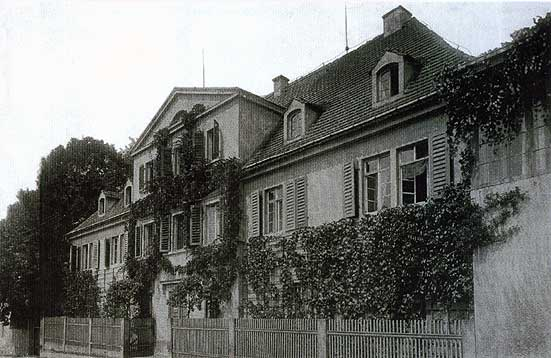
Haus Windisch, vor der Umgestaltung 1901/03
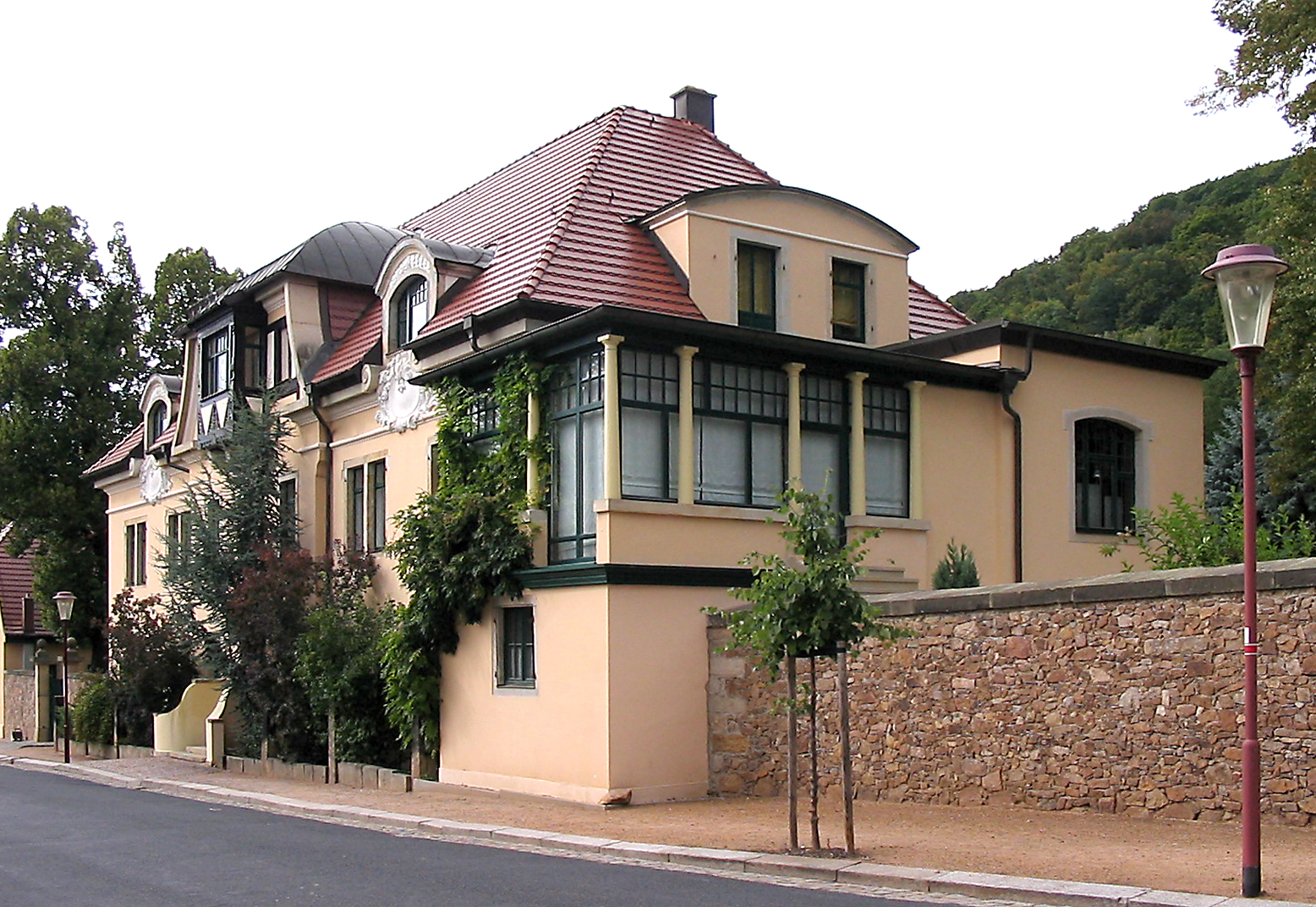
Haus Windisch, 2008
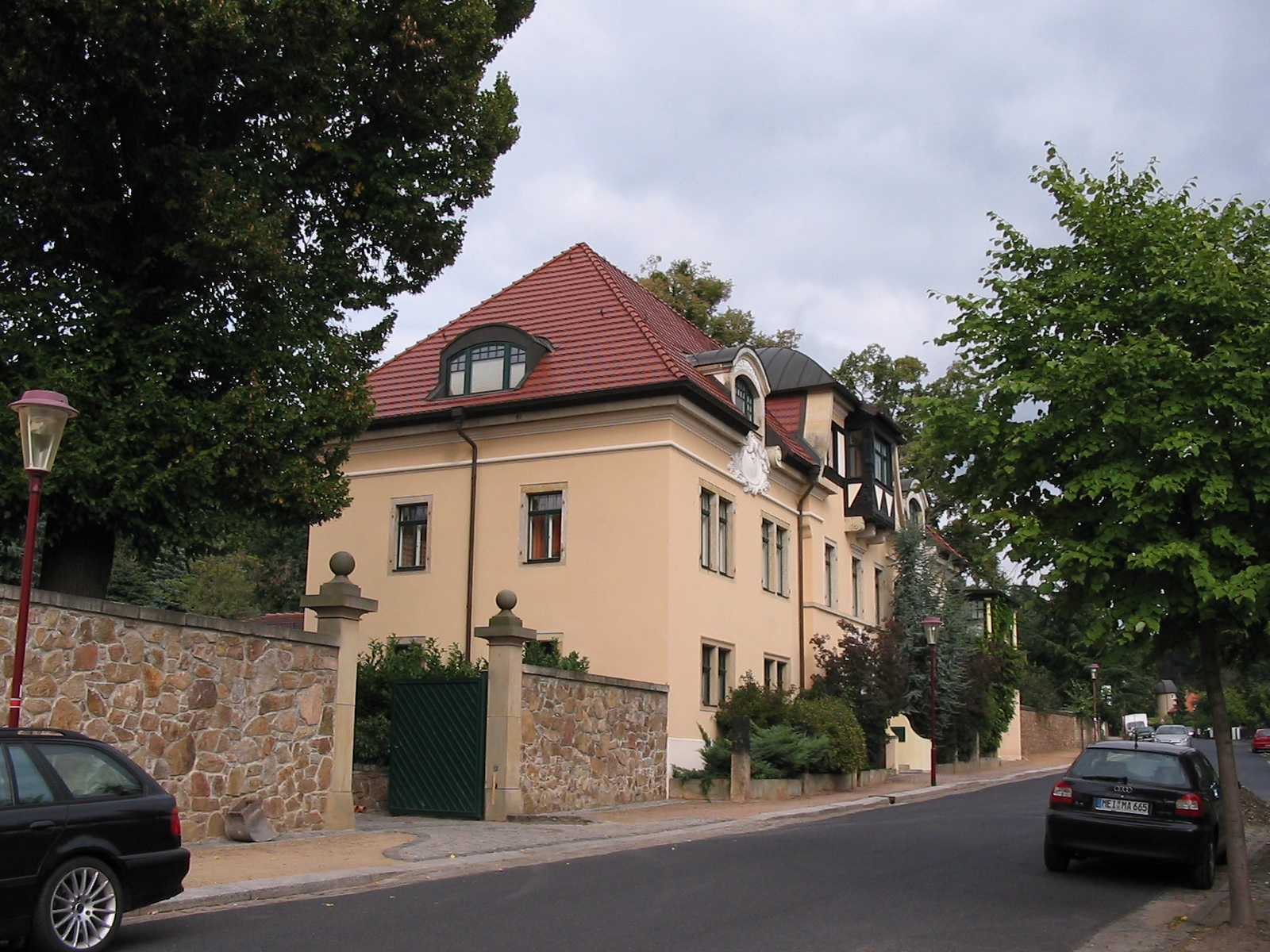
Haus Windisch, 2008

### Winzerhaus
Das ebenfalls denkmalgeschützte, eingeschossige Winzerhaus (Augustusweg 90) steht mit seiner Firstseite zur Straße. Das Haus hat einen L-förmigen Grundriss und ein ziegelgedecktes Krüppelwalmdach.
Haupt- und Nebengebäude werden direkt an der Straße durch eine hohe Bruchsteinmauer verbunden, in der sich ein Tor zwischen zwei Sandsteinsäulen mit Kugeln befindet.

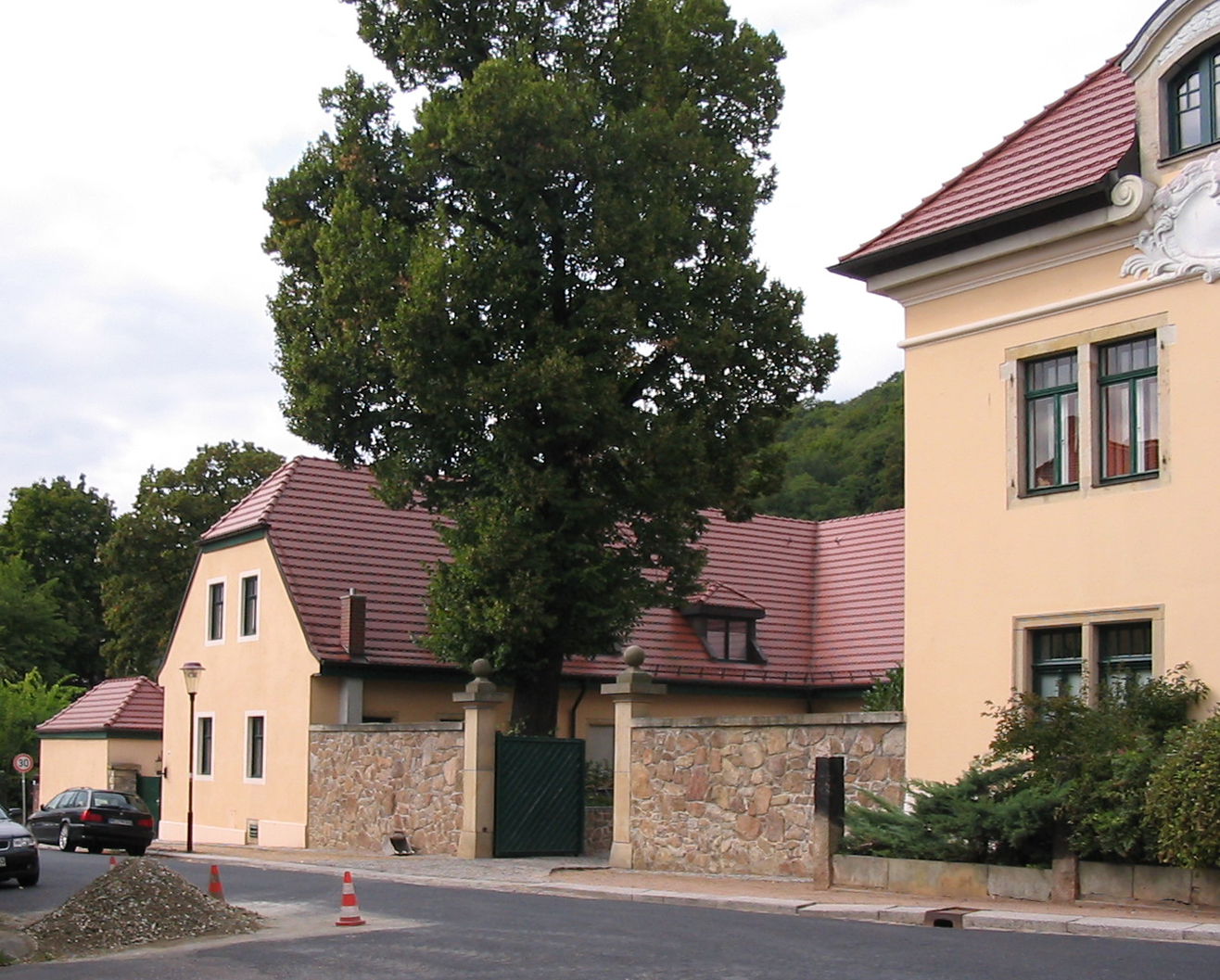
Haus Windisch, Nebengebäude
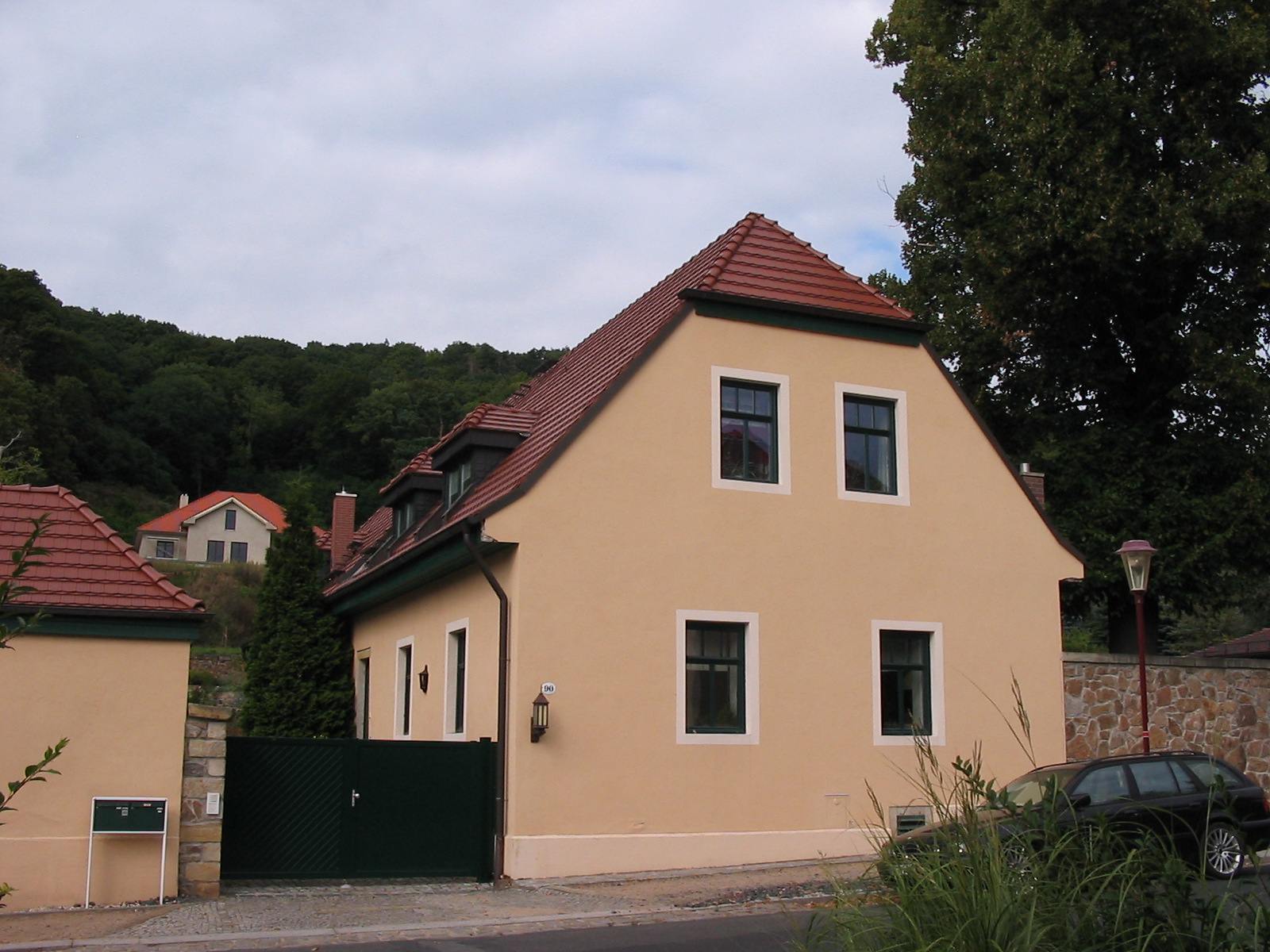
Haus Windisch, Nebengebäude

## Geschichte

Augustusweg 76 bis 114 unterhalb der nördlich gelegenen, verwaldeten Steillage. Das mächtige Haus Windisch steht direkt an der Straße (von links etwa bei zwei Fünftel des Bildes), gegenüber der von Süden kommenden Fichtestraße.

Das zugehörige Weinbergsgrundstück wurde 1623 erstmals erwähnt. Georg Heyne ließ dort 1631 ein Winzerhaus errichten, das 1753 durch An- und Umbauten zu einem großen Weinbergshaus im barocken Stil ausgebaut wurde. 1769 entstand oben im Berg ein massives Berghaus, „Kosakenhäuschen“ genannt, das nicht mehr erhalten ist. 1780 entstand im Westen des Weinbergshauses (heute Augustusweg 90) ein quer dazu stehendes Winzerhaus mit Stallung sowie Backhaus.
1901/1903 ließ der Rechtsanwalt und Justizrat Bruno Windisch, Besitzer des Anwesens seit 1886, das Haupthaus durch den Architekten Oskar Menzel mit neobarocken Formen aufwendig zum villenartigen Landhaus umgestalten. Dabei wurden die alten Fundamente und der Weinkeller erhalten, auch die äußere Kubatur blieb gleich. Die Familie Windisch bewohnte das Haus bis 1994.
Im Erdgeschoss des Haupthauses steht die größte noch erhaltene Spindelweinpresse des oberen Elbtals aus dem Jahr 1784 oder 1794.